# Diaporthe viburni
Diaporthe viburni är en svampart som beskrevs av Dearn. & Bisby 1929. Diaporthe viburni ingår i släktet Diaporthe och familjen Diaporthaceae.  Utöver nominatformen finns också underarten spiraeicola.